# Compton, South Australia
Compton är en ort i Australien. Den ligger i kommunen Grant och delstaten South Australia, omkring 370 kilometer sydost om delstatshuvudstaden Adelaide. Orten hade 691 invånare år 2016.
Närmaste större samhälle är Mount Gambier, omkring 11 kilometer sydost om Compton. 